# Artema atlanta
Artema atlanta är en spindelart som beskrevs av Charles Athanase Walckenaer 1837. Artema atlanta ingår i släktet Artema och familjen dallerspindlar. Inga underarter finns listade i Catalogue of Life.